# Bianca Mühe
Bianca Mühe (* 3. Oktober 1974) ist eine ehemalige deutsche Fußballspielerin.

## Karriere
Mühe spielte von 1998 bis 2001 als Stürmerin für den WSV Wendschott in der Bundesliga. In ihrer Premierensaison war sie mit elf Toren die erfolgreichste Spielerin ihrer Mannschaft. In der Folgersaison traf sie neunmal in 15 Punktspielen. In ihrer letzten Saison kam sie in neun Punktspielen der Rückrunde zum Einsatz und erzielte ein Tor. Im Wettbewerb um den DFB-Pokal schied sie mit ihrer Mannschaft dreimal in Folge im Viertelfinale aus diesem aus. Mit ihrem neuen Verein, dem SC 07 Bad Neuenahr, für den sie in der Saison 2001/02 zehn Punktspiele bestritt, gelangte sie bis ins Pokal-Halbfinale.